# أولاد آدم (مسلسل)
أولاد آدم هو مسلسل سوري لبناني درامي اجتماعي سياسي تدور أحداثه حول الصراع بين الخير والشر يتخلله العديد من القضايا بينها حرب المافيا والمخدرات والفساد والقضاء، حيث يروي قصة القاضية ديمة التي تقوم بدورها ماغي بو غصن المتزوجة من الإعلامي غسان الذي يجسد دوره الفنان مكسيم خليل والذي يحمل مطالب العالم في برنامجه، لكنه في الخفاء رجل «انتهازي» يطبق عكس ما يقول على الشاشة، بمشاركة مايا التي تقودم بدوها الفنانة دانييلا رحمة وسعد الذي يجسد دوره الفنان قيس الشيخ نجيب.
ترددت العديد من الأنباء حول تصوير جزء ثانٍ على لسان أبطال العمل 

## روابط فنية
- أولاد آدم على موقع قاعدة بيانات الأفلام العربية